# N'Keal Harry
N'Keal Harry (Toronto, Ontario, 17 de diciembre de 1997) es un jugador profesional canadiense de fútbol americano que se desempeña en la posición de wide receiver en Minnesota Vikings, equipo de la National Football League (NFL).

## Carrera
Fue seleccionado en la primera ronda en la Reunión Anual de Selección de Jugadores de la NFL de 2019. Hizo su debut profesional con el equipo New England Patriots, en el cual jugó tres temporadas (2019-2022), después pasó a Chicago Bears (2022-2023), luego a Minnesota Vikings, donde lleva jugando una temporada.